# Héctor Rivera Pérez
Héctor Rivera Pérez (Naranjito, Puerto Rico, 15 de mayo de 1933- 9 de abril de 2019) fue obispo auxiliar para la arquidiócesis de San Juan.

## Biografía
Hijo de Ángel Rivera Hernández y Dámasa Pérez Nieves, sintió desde muy joven su vocación sacerdotal. Asistió a la escuela de los Padres Dominicos en Isabela y a los 14 años se trasladó con su familia a los Estados Unidos. Allí proseguiría su formación con la Congregación del Verbo Divino en el seminario de St. Mary's, en Techny (Illinois), donde estudió filosofía y teología. Al acabar sus estudios regresó a Puerto Rico y en 1966 fue ordenado sacerdote diocesano de Caguas. En 1969 se licenció en Ciencias Sociales en la Universidad Pontificia de Santo Tomás de Aquino, comúnmente conocida como Angelicum, en Roma y en 1970 fue trasladado a la Arquidiócesis de San Juan.
El papa Juan Pablo II lo nombró Obispo Auxiliar de la arquidiócesis de San Juan el 17 de agosto de 1979, así como  Obispo Titular de la diócesis de Tubune de Numidia, en Argelia.
Se retiró el 31 de octubre de 2009.

## Sucesión
| Predecesor: Harold William Henry | Obispo Titular de Tubune de Namibia 1979-2019 | Sucesor: Simon Peter Kamomoe |